# Candolleodendron brachystachyum
Candolleodendron brachystachyum là một loài thực vật có hoa trong họ Đậu. Loài này được (DC.) Cowan miêu tả khoa học đầu tiên.